# Eja (fiume)
La Eja è un fiume della Russia ciscaucasica (Kraj di Krasnodar), tributario del mare di Azov.
Nasce e scorre nella parte occidentale dell'ampia zona pianeggiante compresa fra il Don e il Kuban', nei pressi della cittadina di Novopokrovskaja; scorre successivamente con direzione occidentale fino a sfociare nel piccolo golfo omonimo (Ejskij liman), insenatura del golfo di Taganrog nel mare di Azov. I maggiori affluenti sono Kugoeja dalla destra idrografica e Sosyka dalla sinistra.
Il fiume è molto povero d'acqua, visto il clima secco delle zone attraversate e la calura estiva; durante la stagione estiva può anche arrivare a seccare completamente.
La principale città nel bacino del fiume è Ejsk, che si trova sul lato ovest dell'Ejskij liman. La Eja attraversa anche i villaggi di Krylovskaja, Kuščëvskaja e Staroščerbinovskaja.